# 雷波溲疏
雷波溲疏（学名：Deutzia leiboensis），为虎耳草科溲疏属下的一个植物种。